# Степановка (Менский район)

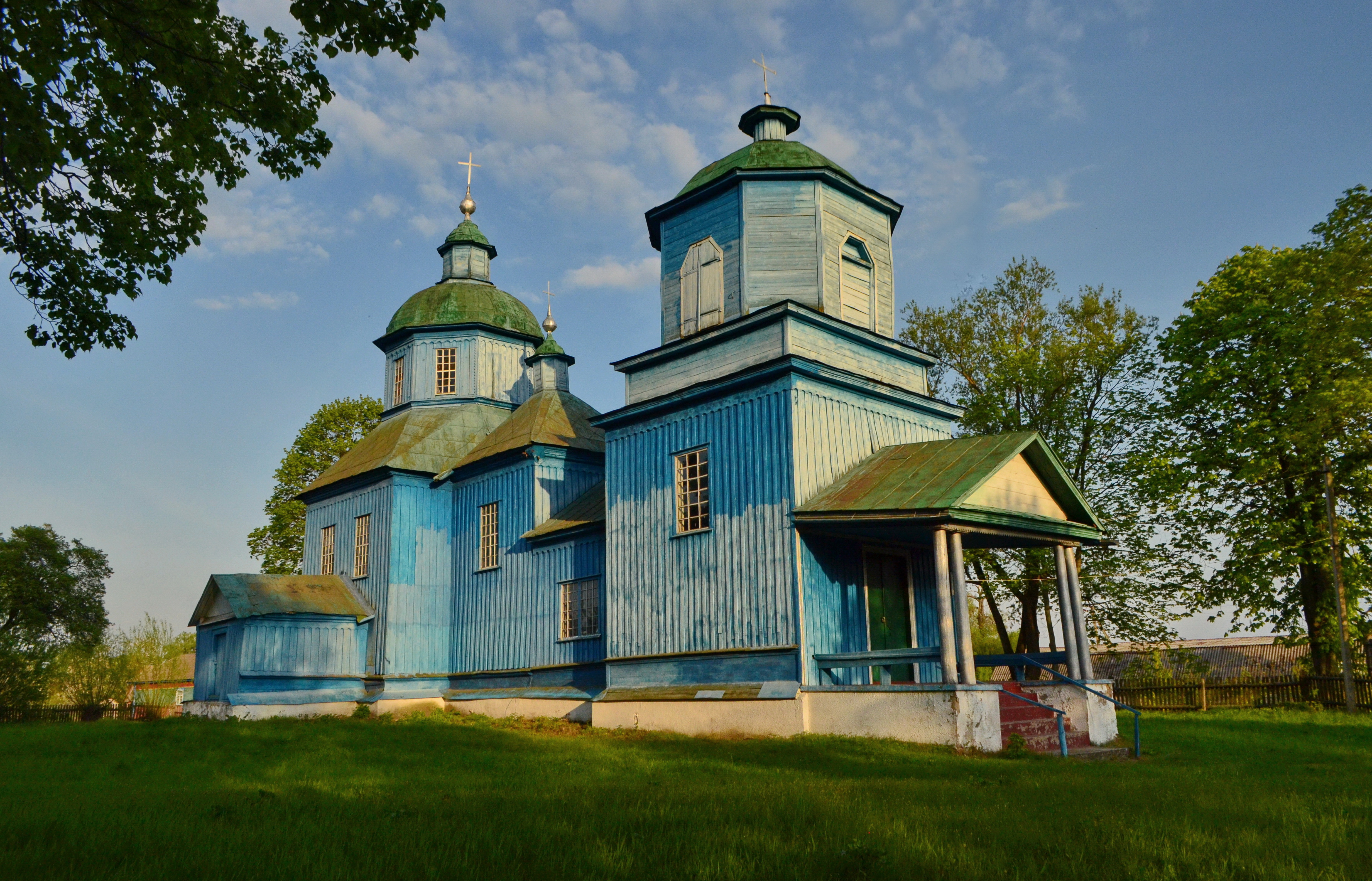
Троицкая церковь 1763 года постройки

Степановка (укр. Степанівка) — село в Менском районе Черниговской области Украины. Население 426 человек. Занимает площадь 2 км². Расположено на реке Дяговка. Здесь расположена Троицкая церковь — православный храм и памятник архитектуры местного значения.
Код КОАТУУ: 7423082002. Почтовый индекс: 15632. Телефонный код: +380 4644.

## Власть
Орган местного самоуправления — Волосковский сельский совет. Почтовый адрес: 15632, Черниговская обл., Менский р-н, с. Волосковцы, ул. 1-го Мая, 41.